# Ritter von Rümlang

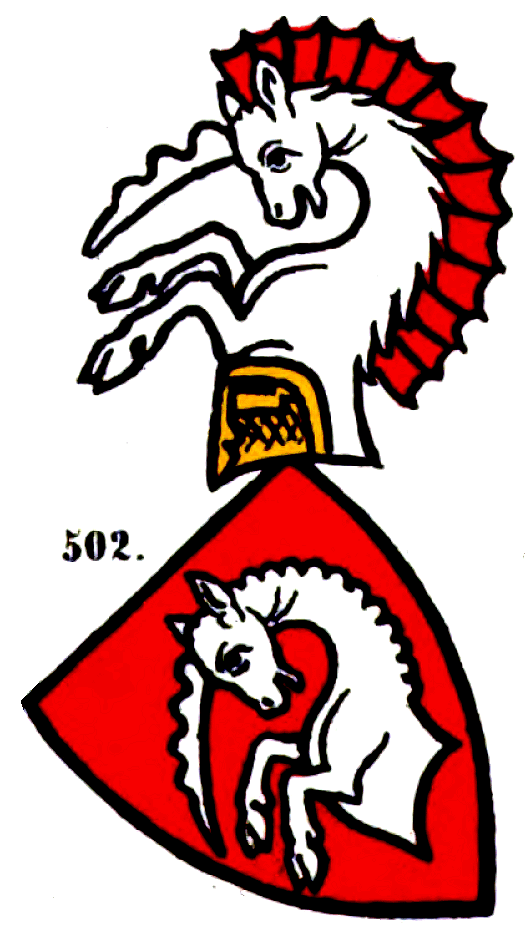
Wappen der Rümlang in der Zürcher Wappenrolle (ca. 1340)

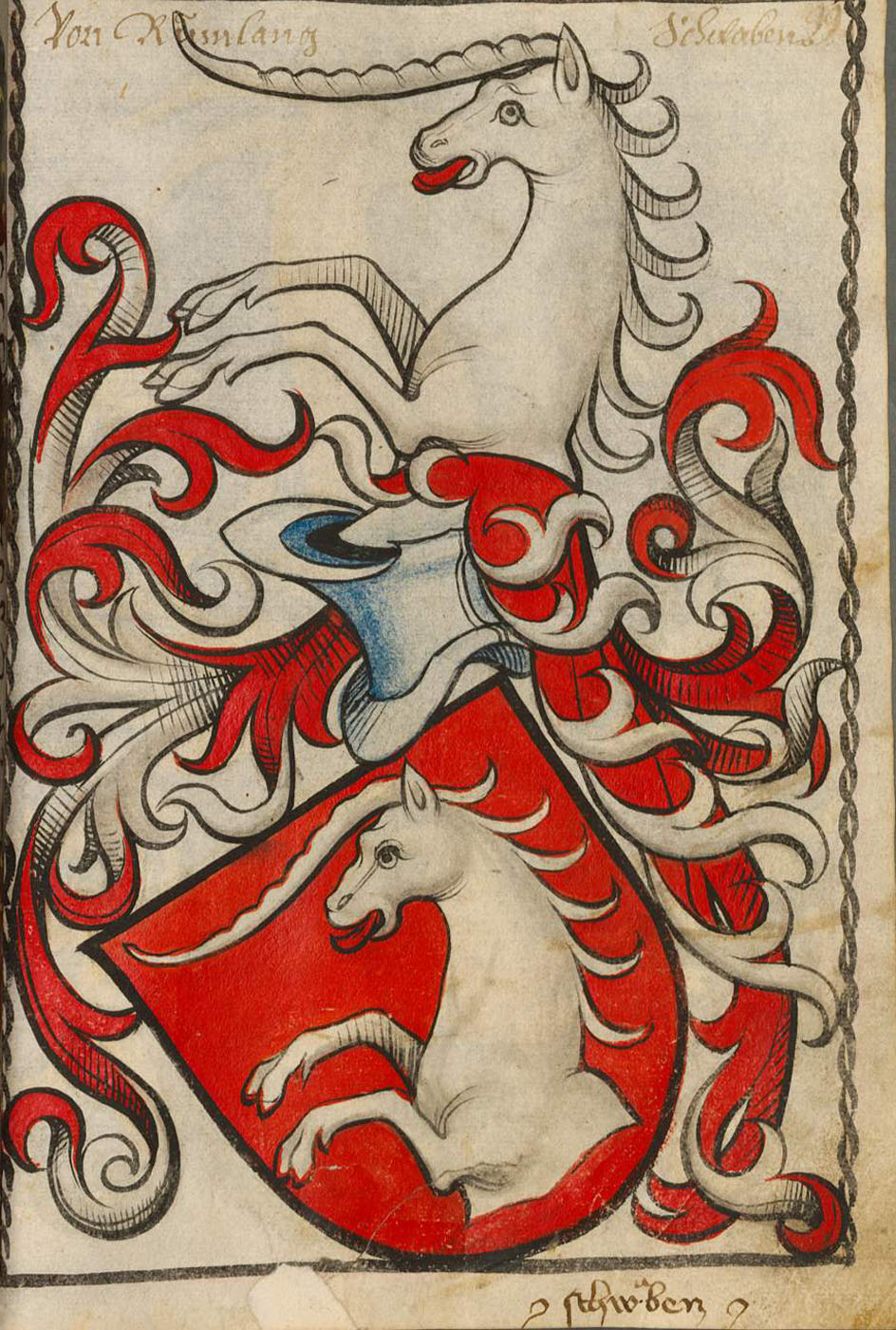
Halbes steigendes silbernes Einhorn auf rotem Schild: das Wappen der Herren von Rümlang

Die Ritter von Rümlang oder auch Herren von Rumlang waren ein Ritter- und Adelsgeschlecht aus Rümlang im Kanton Zürich in der Schweiz und in Südbaden.

## Geschichte
Ihr Stammschloss war das spätere Wasserhaus im Ror an der Glatt. Eberhart von Rümlang wird 1143 und 1149 erstmals genannt. Sebastian von Rümlang starb 1528 und war der letzte männliche Nachkomme des alten Geschlechts. 
Die Ritter Heinrich und Dietrich von Rümlang erwarben 1447 von Wilhelm im Thurn die Gutenburg bei Gurtweil an der Schlücht, womit sich die Herren von Rümlang als Nachfolger der Freiherren von Krenkingen und als eifrige Anhänger des Hauses Habsburg langsam auf den Schwarzwald und in den Klettgau auszubreiten begannen. Als 1449 die Stadt Schaffhausen mit Ursula von Habsburg-Laufenburg die Fehde eröffnete, sendete der Rat Absagbriefe nach Burg Balm und auch nach der Burg Gutenburg, wo sich ihr Sohn Rudolf meist aufhielt, trafen ihn aber nicht an, sein Stellvertreter Heinrich von Rümlang war jedoch anwesend.
Bereits 1467 ließen sie ihre Vogtrechte zu Mettenberg, Rippoldsried, Rötenberg, Seewangen (heute alles Ortsteile von Grafenhausen), Burg Tombrugg und Aichen an das Kloster St. Blasien fallen, es folgte dann auch der Verkauf der Gutenburg und des Umlands durch Heinrich von Rümlang und seine Gemahlin Frau Veronika Froneck, geborene von Landenberg zu Greifensee, an den Abt Christoph und den Konvent zu St. Blasien durch Johann Weber, Landrichter zu Stühlingen, im Namen des Grafen Johann von Lupfen vor dem Landgericht Gurtweil am Mittwoch vor dem Palmtag 1480.